# Мария д’Эсте
Мари́я д’Э́сте (итал. Maria d’Este; 8 декабря 1644, Модена, Моденское герцогство — 20 августа 1684, Парма, Пармское герцогство) — принцесса из дома Эсте, дочь Франческо I, герцога Модены и Реджо; в замужестве герцогиня Пармы и Пьяченцы.

## Биография
Мария д’Эсте родилась в Модене 8 декабря 1644 года. Она была дочерью Франческо I, герцога Модены и Реджо и Марии Екатерины Фарнезе, дочери Рануччо I, герцога Пармы и Пьяченцы. С самого рождения Мария носила титул принцессы Модены и Реджо. В замужестве ей был присвоен титул герцогини Пармы и Пьяченцы. Она умерла в Парме 20 августа 1684 года.

### Брак и потомство
После смерти в 1666 году Изабеллы д’Эсте, герцогини Пармы и Пьяченцы, овдовевший герцог Рануччо II Фарнезе (17.09.1630 — 11.12.1694) женился на младшей сестре покойной супруги, принцессе Марии. Это был его третий брак. Переговоры о свадьбе длились с 16 по 23 октября 1667 года. Церемония бракосочетания состоялась 16 января 1668 года. В семье герцога и герцогини из девяти родившихся детей выжили только три ребёнка:
- Изабелла Мария Франческа Луиза Фарнезе (14.12.1668 — 09.07.1718), монахиня-бенедиктинка в монастыре Девы Марии Кампанской в Пьяченце;
- Виктория Мария Франческа Фарнезе (24.12.1669 — 15.09.1671), умерла в младенческом возрасте;
- сын (24.06.1671 — 28.06.1671), умер вскоре после рождения;
- Виктория Фарнезе (род. и ум. 19.11.1672), двойняшка, умерла сразу после рождения;
- Катерина Фарнезе (род. и ум. 19.11.1672), двойняшка, умерла сразу после рождения;
- сын (род. и ум. 26.12.1674), умер сразу после рождения;
- Элеонора Фарнезе (01.09.1675 — 03.11.1675), умерла вскоре после рождения;
- Франческо Фарнезе (19.05.1678 — 26.02.1727), герцог Пармы и Пьяченцы с 1694 года, сочетался браком с принцессой Доротеей Софией Нойбургской (05.07.1670 — 15.09.1748);
- Антонио Фарнезе (29.11.1679 — 30.01.1731), последний герцог Пармы и Пьяченцы из дома Фарнезе с 1727 года, сочетался браком с Генриеттой д’Эсте (27.05.1702 — 30.01.1777).